# Джафаров, Рагим Эльдар оглы
Рагим Джафаров (настоящее имя Рагимбек Эльдар оглы Джафаров) (род. 21 августа 1992, Баку, Азербайджан) — российский писатель, сценарист. Лауреат литературной премии «Ясная Поляна» в номинации «выбор читателей» (2023).

## Биография и творческий путь
Рагим Джафаров родился 21 августа 1992 года в Баку, Азербайджан. В 1996 году семья переехала в Россию.
В 2014 году на литературном ресурсе «ЛитРес» опубликован первый роман «Атака Мертвецов». Исторический детектив посвящен истории обороны Осовецкой крепости во время Первой Мировой войны.
В 2019 году издательство «Эксмо» опубликовало второй роман «Марк и Эзра». Произведение стало поводом для судебного разбирательства. Рагима обвинили в оскорблении чувств верующих. «Все персонажи, которые представляют католическую церковь, являются исключительно негативными. В таком же свете выставлен сам понтифик, то есть Папа Римский» — заявил истец.
В 2020 году издательством «Скифия» был опубликован роман «Сато», вошедший в число финалистов премии «НОС» и получивший по итогам онлайн-голосования Приз читательских симпатий.
В 2020 год по рассказу Рагима Джафарова был снят короткометражный фильм «Эксперт», режиссёр Галина Масленникова. В 2021 году фильм «Эксперт» вошел в конкурсную программу фестиваля «Уличного кино» и стал победителем кинофестиваля «Мечта» — номинация «Лучшая режиссёрская работа».
В августе 2021 года издательством «Клевер» был опубликован четвёртый роман «Картина Сархана»
В 2021 году Галиной Юзефович роман «Сато» номинирован на литературную премию «Новые горизонты».
В ноябре 2021 года согласно решению жюри роман «Сато» вышел в финал премии «Новые горизонты» вместе с произведениями Евгения Водолазкина и Кирилла Фокина.
В 2022 году вышел роман «Его последние дни», который вошёл в шорт-лист премии «Лицей» (2023) и выиграл премию «Ясная Поляна».

## Личная жизнь
Женат на писательнице Вере Богдановой.

## Произведения
- Рагим Джафаров. Марк и Эзра. — М.: Эксмо, 2019. — 384 с. — ISBN 978-5-04-103780-2.
- Рагим Джафаров. Сато. — СПб.: Издательско-Торговый Дом "Скифия", 2020. — 344 с. — ISBN 978-5-00025-213-0.
- Рагим Джафаров. Картина Сархана. — М.: Клевер-Медиа-Групп, 2021. — 349 с. — ISBN 978-5-00154-654-2.
- Рагим Джафаров. Его последние дни. — М.: Альпина.Проза, 2022. — 280 с. — ISBN 978-5-00139-856-1.
- Рагим Джафаров. Песнь о Сиде. — М.: Альпина.Проза, 2024. — 296 с. — ISBN 978-5-00223-229-1.

## Экранизации
- «Эксперт» (2020) — короткометражная экранизация одноименного рассказа, режиссёр — Галина Масленникова.
- «Сато» (2023) — мини-сериал, экранизация одноимённого романа, режиссёр — Галина Масленникова.

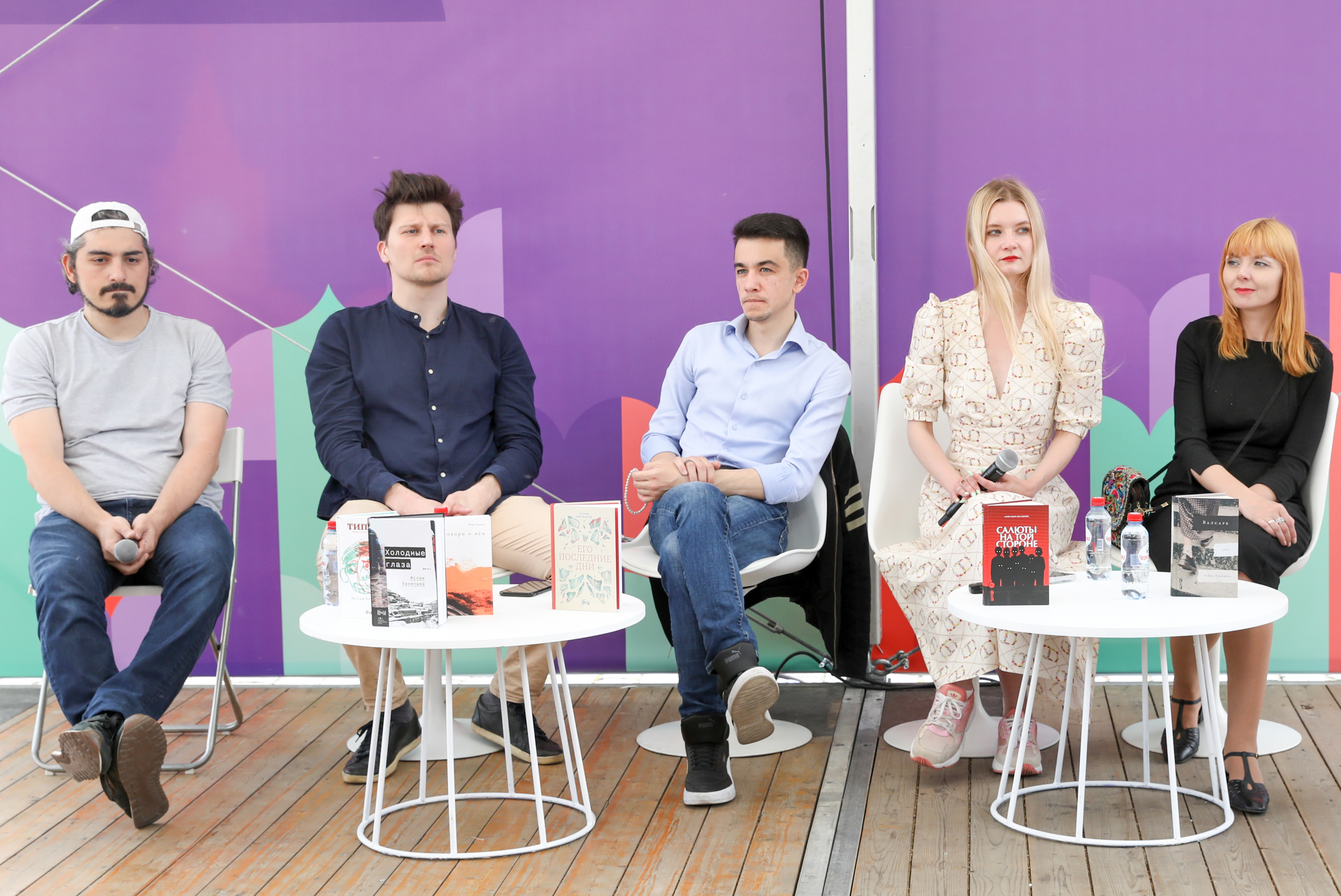
Писатели Ислам Ханипаев, Игорь Белодед, Рагим Джафаров, Александра Шалашова, Хелена Побяржина на книжном фестивале «Красная площадь» - 2023

## Премии
- 2020 — лауреат литературной премии «Новая словесность» в номинации «Приз читательских симпатий» за роман «Сато»
- 2021 — литературная премия «Новые горизонты» за роман «Сато»[11][12]
- 2023 — литературная премия «Ясная поляна». Специальный приз в категории «Выбор читателей»

## Критика
«Смесь психотерапии, социальной фантастики и триллера. Это книжка про нас всех. От нее просто невозможно оторваться. У меня были ощущения, что я ее читал как когда-то читал "Мастера и Маргариту". Ощущение лихого, динамичного текста с отличным сюжетом» .— Константин Богданов о романе «Сато»

«Рагим Джафаров — настоящий мастер истории. Рассказ о загадочной картине и семерых ее зрителях в его исполнении превращается то в захватывающий триллер, то в психологическую драму, то в философскую притчу со вторым дном» .— Галина Юзефович о романе «Картина Сархана»